# Profundisepta
Profundisepta is een geslacht van weekdieren uit de klasse van de Gastropoda (slakken).

## Soorten
- Profundisepta alicei (Dautzenberg & H. Fischer, 1897)
- Profundisepta borroi (Pérez Farfante, 1947)
- Profundisepta circularis (Dall, 1881)
- Profundisepta denudata Simone & Cunha, 2014
- Profundisepta gemmata (Schepman, 1908)
- Profundisepta profundi (Jeffreys, 1877)
- Profundisepta sportella (Watson, 1883)
- Profundisepta voraginosa (Herbert & Kilburn, 1986)